# III. Henrik brabanti herceg
III. (Jóságos) Henrik brabanti herceg (1231 – 1261. február 28.) középkori nemesúr, 1248-tól Brabant és Lothier hercege.

## Élete
Apja II. Henrik brabanti herceg, anyja Mária von Hohenstaufen. 1233-tól Aachenben volt prépost, majd 1248-ban, apja halála után örökölte a hercegi címet.
A régóta vitatott hovatartozású Lothiert X. Alfonz kasztíliai és német király neki ítélte, aki egyben kinevezte a Német-Római Birodalom gondviselőjének. Alfonz adománya után III. Henrik volt az első, aki hivatalosan is a "Lotaringia és Brabant hercege" címet viselte.
1251-ben megnősült, felesége Alix (vagy Adelaide, Aleyde) de Bourgogne. 1261-ben, szentföldi hadjáratra készülődve, Leuvenben halt meg.

## Családja
1251-ben vette feleségül Alix (vagy Adelaide, Aleyde, Aleidis) de Bourgogne burgundi hercegnőt (1233 – 1273. október 20.), IV. Hugó burgundi herceg és Yolande de Dreux lányát. Férje halála után Alix 1261 és 1268 között Brabant régense volt kiskorú fiai, Henrik, majd János nevében. Kiterjedt levelezést folytatott, többet között kapcsolatban állt Aquinói Szent Tamással is, aki egyik művét ("Epistola ad ducissam Brabantiae") neki ajánlotta. A házasságból négy gyermek született:
- Henrik (1251/52 – 1271),[9] születésétől fogva értelmi fogyatékos volt.[10] 9 éves korában IV. Henrik néven örökölte a hercegi címet, de 1267-ben Cambrai-ban lemondott öccse, János javára.[11] Anyai nagyapja 1269-ben Dijonba vitette, ahol a helyi Szt. István templom kánonja lett. 1257-ben eljegyezték Margit francia hercegnővel, IX. Lajos francia király és Marguerite de Provance lányával, de az eljegyzést a vőlegény elmebetegsége miatt megsemmisítették, majd a menyasszony később feleségül ment Henrik öccséhez, Jánoshoz.
- János (Brüsszel, 1253 – Antwerpen, 1294),[9] 1267-ben bátyja lemondása után I. János néven örökölte a hercegi címet.
- Gottfried (? – Kortrijk, 1302. július 11),[9] Aarschot és Vierzon ura, 1302-ben az aranysarkantyús csata során vesztette életét.
- Mária (Leuven, 1260 – 1322. január 12.),[9] 1274-ben feleségül ment IX. Lajos fiához, Fülöphöz és 1275-ben francia királynévá koronázták.[12]

## Fordítás
- Ez a szócikk részben vagy egészben  a   Henry III, Duke of Brabant című angol Wikipédia-szócikk fordításán alapul.  Az eredeti cikk szerkesztőit annak laptörténete sorolja fel. Ez a jelzés csupán a megfogalmazás eredetét és a szerzői jogokat jelzi, nem szolgál a cikkben szereplő információk forrásmegjelöléseként.